# Stor rosettmossa
Stor rosettmossa (Riccia beyrichiana) är en bladmossart som beskrevs av Georg Ernst Ludwig Hampe och Johann Georg Christian Lehmann. Stor rosettmossa ingår i släktet rosettmossor, och familjen Ricciaceae. Enligt den finländska rödlistan är arten starkt hotad i Finland. Arten är reproducerande i Sverige. Artens livsmiljö är kalkstensklippor och kalkbrott. Inga underarter finns listade i Catalogue of Life.